# أزمة غزة عام 2008

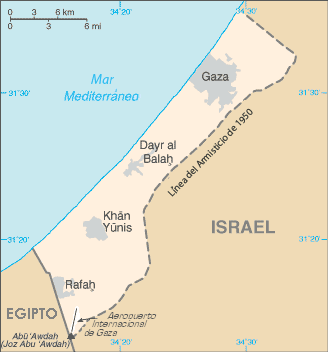
قطاع غزة.

تصاعدت أزمة غزة 23 يناير 2008 عندما قام جنود من حركة حماس بعملية انفجارية بالقرب من حدود معبر رفح، هو جزء من الحاجز المنشأ عام 2003. قَدّرت هيئة الأمم المتحدة أنه ما يقارب المليون ونصف المليون من سكان غزة قطعوا المعبر باتجاه مصر باحثين عن الغذاء والإمدادات. ثم قامت قوات الاحتلال بتكثيف إجراءات الحيطة والحذر خوفاً من مقدرة حماس على اقتناء الأسلحة المصرية. و كان لتلك الإجراءات دوراً في كسر الهدنة السابقة.
وكانت مصر قد أغلقت المعبر في يونيو 2007 قبيل أيام من سيطرة حماس على القطاع أثناء خلافها مع فتح. وتسبب تفجير الجدار بالحصار على القطاع من قبل إسرائيل، والذي بدأ جزءٌ منه في شهر يونيو من العام نفسه واستمر بإنقاص الإمدادات بالوقود بحلول أكتوبر. ثم بدأ الحصار بشكل كامل على قطاع غزة في 17 يناير 2008 بعد إطلاق صواريخ كتائب القسام من القطاع باتجاه إسرائيل.
بالّرغم من طلب إسرائيل من مصر إعادة إغلاق المعبر لأسبابٍ أمنية، إلا أن الرئيس المصري - حسني مبارك - أمر جنوده بالسماح لأهل غزة بعبوره لتخفيف حدة الأزمة الإنسانية، مع عدم السماح بدخول السلاح إلى غزة. وأنفق أهل غزة ما يقارب 250 مليون دولاراً فقط في مدينة العريش. ثمّ أدى ارتفاع الطلب على المواد الغذائية إلى زيادة الأسعار المحلية ونقص في المواد.
أدان مجلس حقوق الإنسان التابع للأمم المتحدة إسرائيل وللمرة التاسعة عشرة على الأقل خلال عامين في 24 يناير لممارستها ما يسمى «بالعقاب الجماعي» على القطاع. ومع ذلك، فإن تنفيذ الحصار تمّ بقرارِ من إسرائيل والولايات المتحدة. أعلن رئيس الوزراء الإسرائيلي ، إيهود أولمرت، بتاريخ 27 يناير أنهم سمحوا بدخول المواد الغذائية والأدوية والمصادر الرئيسية الضرورية إلى القطاع. وفي أثناء ذلك، قام الرئيس حسني مبارك بطرح خطة تقتضي بالاجتماع بشكل منفصل بممثلين من حماس وفتح بهدف التوصل إلى اتفاقٍ جديد حول السيطرة على المعبر.
أعلن وزيرُ خارجية غزة، محمود الزهار، أنّ حماس وفتح يرغبان بالتعاون للسيطرة على المعبر دون تدخل إسرائيل، وذلك في الثالث من شهر فبراير. بقي المعبر مغلقاً بعد التفجير الذي تولته حركة حماس لمدة 11 يوماَ بينما ظلّ مفتوحاَ أمام حركة المسافرين العائدين إلى منازلهم.

## المقدمة
قطعت مصرَ عهداً للمساعدة في السيطرة على المعبر بعد أن توصلت إسرائيل إلى خطة فك الارتباط الأحادية الإسرائيلية عام 2005. بحثت وزيرة الخارجية الأمريكية، كونداليزا رايس مع حكومة إسرائيل بشأن منح السلطة الفلسطينية حق السيطرة على معبر رفح تحت مراقبة الاتحاد الأوروبي وإسرائيل.
بعد فوز حماس في الانتخابات التشريعية الفلسطينية في يناير 2006، بدأت بحقها مقاطعة دولية، دبلوماسية، واقتصادية موجهة خصيصاً للحكومة الجديدة لحماس مع اعتبارها حركة إرهابية. ولن يتم وضع حدٍّ لهذا الحصار إلا بشرطِ أن تُكمل الجماعة الإسلامية الثلاثة شروط من الربعية: (الاعتراف بإسرائيل، ووقف العنف، والموافقة على الاتفاقات الفلسطينية الإسرائيلية السابقة). واشتعلت نيران الحرب بين إسرائيل وحماس في قطاع غزة والتي انتهت بهدنة في 26 نوفمبر، وجاء ذلك على إثرِ احتجاز الجندي الإسرائيلي جلعاد شاليط في أثناء مداهمات عسكرية من تنظيمات فلسطينية مسلحة وقعت في غزة في يونيو.
بدأت حماس في ديسمبر 2006 صراعاَ من أجل إبعاد فتح والتي بدورها رفضت نتائج الانتخابات التشريعية. تواصلت مئات التفجيرات التي كانت تقوم بها حماس ضد إسرائيل منطلقةً من قطاع غزة بالرغم من الهدنة المتفق عليها في نوفمبر.

## روابط خارجية
- El CICR en los territorios palestinos
- Seguimiento de la crisis día a día